# NGC 14
NGC 14 es una galaxia irregular en la constelación de Pegaso. Se incluyó en el Atlas de galaxias peculiares de Halton Arp, en la sección "Galaxias con apariencia de fisión", ya que la aparición irregular de esta galaxia hace que parezca que se está separando. Fue descubierto el 18 de septiembre de 1786 por William Herschel.